# 430-as főút (Magyarország)
A 430-as főút egy bő 7 kilométer hosszú, három számjegyű országos főút Csongrád-Csanád vármegye déli részén; az M43-as autópályát köti össze Makó városával, egyben a belváros északkeleti elkerülőjeként is szolgál.

## Nyomvonala
Makó, Földeák és Óföldeák hármashatárától nem messze, de teljes egészében makói területen indul, ott, ahol a Hódmezővásárhelytől Makó határszéléig húzódó 4415-ös út közel 23 kilométer megtétele után, és kicsivel az M43-as autópálya térségének elérése előtt, egy körforgalomban véget ér. Ez a körforgalom az itt nyugat-keleti irányban húzódó sztráda Hódmezővásárhely–Makó-csomópontjának északi körforgalma: nyugati irányban a Szeged-Budapest felé tartó forgalmat kiszolgáló 43 531-es számú felhajtó ág ágazik ki belőle, délnyugati irányból pedig a Csanádpalota közúti határátkelőhely felől érkező forgalom 43 529-es számú lehajtó ága csatlakozik hozzá.
A körforgalomból kilépve a 430-as főút nagyjából délnek veszi az irányt, nyugat felől néhány méter távolságból kísérve a MÁV 130-as számú Szolnok–Hódmezővásárhely–Makó-vasútvonalát. Kevéssel ezután elhalad az autópálya felüljárója alatt – a sztráda itt 34,8 kilométer megtételén van túl – majd a 400. méterszelvénye közelében áthalad a csomópontot kiszolgáló déli körforgalmon is, amelyhez nagyjából nyugati irányból csatlakozik a két átkötő ág: a 43 527-es számú lehajtó Szeged felől és a 43 528-as számú felhajtó Csanádpalota felé.
Bő 2 kilométer után az út elválik a vasúttól és délnyugati irányba kanyarodik, de hamarosan újra délnek fordul. A 3. kilométerét elhagyva egy körforgalomba ér, amelyből keleti irányban lép ki; az egyenesen tovább déli irányban – a makói belváros felé – folytatódó út a 44 152-es számozást viseli. Bő fél kilométerrel ezután a főút egy felüljáróra fut, amellyel egymástól néhány lépésnyire, külön szintben keresztezi előbb a 44 151-es számú mellékutat, a vasútvonalat, majd pedig a 4422-es utat is.
A folytatásban délkeleti irányt vesz, így keresztezi az 5. kilométere táján a Békéscsaba felől Makóig vezető 4432-es utat is – amely itt kevéssel a 71. kilométere után jár – és egy kilométerrel arrébb a várost Királyhegyessel összekötő 4424-est is, amely 10,4 kilométer teljesítésén van túl. A város keleti szélét elérve, a 7. kilométerénél újra délnek fordul, és bő fél kilométerrel ezután így érkezik be egy újabb körforgalomba, amely az utolsó is a nyomvonalán. Ugyanezen a körforgalmon halad keresztül – nyugat felől becsatlakozva, majd délkelet felé kilépve – a 43-as főút, kelet felől pedig a Gyulától idáig húzódó 4434-es út torkollik bele, 84,7 kilométer megtételét követően.
Teljes hossza, az országos közutak térképes nyilvántartását szolgáló kira.gov.hu adatbázisa szerint 7,626 kilométer.

## Története
A szócikk laptörténete alapján úgy tűnik, hogy lehetett olyan időszak, amikor a Makó és Hódmezővásárhely közti teljes útszakasz a 430-as útszámozást viselte, tehát a főút részét képezte a 4415-ös út is. [Utóbbi egyébként, a 430-as makói bevezető szakaszával együtt, 1934-től ismeretlen időpontig ténylegesen (harmadrendű) főút volt, a kereskedelem- és közlekedésügyi miniszter 70 846/1934. számú rendelete értelmében, 432-es útszámozással.]